# Mount Churchill
Mount Churchill je stratovulkán na severozápadě pohoří svatého Eliáše, na jihovýchodě Aljašky. Nachází se 4 kilometry severoseverovýchodně od stratovulkánu Mount Bona a společně tvoří nejvyšší čtvrtohorní vulkán ve Spojených státech amerických.
S nadmořskou výškou 4 766 metrů náleží Mount Churchill mezi nejvyšší hory Spojených států a je celkově 24 nejvyšším vrcholem Severní Ameriky s prominencí vyšší než 100 metrů.
Stratovulkán leží v tzv. Wrangellově vulkanickém poli (Wrangell Volcanic Field), při úpatí Wrangellova pohoří, na území Národního parku Wrangell-St. Elias. Od roku 1965 je pojmenován podle Winstona Churchilla, britského politika a premiéra Velké Británie.